# Dracaenura arfakalis
Dracaenura arfakalis is een vlinder van de familie van de grasmotten (Crambidae), uit de onderfamilie van de Spilomelinae. De wetenschappelijke naam van deze soort is voor het eerst voorgesteld door Charles Swinhoe in een publicatie uit 1917.
De soort komt voor in Indonesië (West-Papoea).